# Gerd Hurm

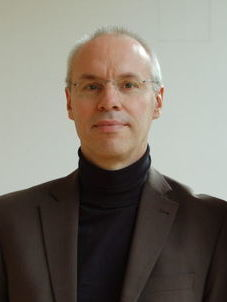
Gerd Hurm

Gerd Hurm (* 12. Juni 1958 in Oberndorf am Neckar) ist ein deutscher Professor für Amerikanistik und Leiter des Trierer Centrums für Amerikastudien. Gerd Hurm ist Sohn des Künstlers Karl Hurm.

## Leben und Wirken
Gerd Hurm wuchs als Sohn des Malers Karl Hurm im Haigerlocher Stadtteil Weildorf auf, ging in Weildorf und Haigerloch zur Schule und legte sein Abitur am Gymnasium in Balingen ab. Von 1980 bis 1986 studierte er Anglistik, Germanistik und Geographie an der Universität Freiburg. Als Austauschstudent besuchte er das King’s College London, und die University of North Carolina at Chapel Hill. Er erhielt seinen Magister 1986, seinen Doktortitel 1989 und habilitierte 1999 an der Albert-Ludwigs-Universität Freiburg, wo er seit 1990 unterrichtete. Zwischen 1994 und 1995 lehrte er als Fulbright Gastprofessor an der University of Massachusetts Amherst (USA).
Seit 2001 ist  Gerd Hurm an der Universität Trier tätig. Er lehrt dort amerikanische Literaturwissenschaft und ist Leiter des Trierer Centrums für Amerikastudien (Trier Center for American Studies, TCAS), das er zusammen mit  Wolfgang Klooß 2004 gründete. Er war im Herbst 2002 Gastprofessor an der Clark University in Worcester, Mass. (USA) und von 2006 bis 2007 als Gastprofessor der Fulbright-Kommission an der Portland State University, Portland (USA).
Zu seinen Forschungsinteressen zählen Moderne und Postmoderne (Stadtliteratur, Beat Generation), Rhetorik und Medien (US-amerikanische Präsidentschaftswahlkämpfe) sowie nationale Mythenbildung. In den letzten Jahren hat er sich der amerikanischen Nachkriegszeit zugewandt, u. a. in Artikeln und Vorträgen über Allen Ginsberg, James Dean oder Jack Kerouac. 2005 hat er am Ausstellungsprojekt Coolhunters (ZKM Karlsruhe) mitgewirkt. 2007 erschien von ihm als Mitherausgeber der interdisziplinäre Sammelband Rebels Without a Cause (Peter Lang Verlag), der eine Neubestimmung dieser Epoche anregt. Im Sommer 2009 war er Mitkurator der Ausstellung Motorcycle: Beschleunigung und Rebellion? in der Europäischen Kunstakademie in Trier.

## Publikationen

### Monographien
- Fragmented Urban Images: The American City in Modern Fiction from Stephen Crane to Thomas Pynchon. Peter Lang, Bern 1991
- Rewriting the Vernacular Mark Twain: The Aesthetics and Politics of Orality in Samuel Clemens’s Fictions. Wissenschaftlicher Verlag Trier WVT, 2003
- Edward Steichen. Ed. Saint Paul, Luxemburg 2019

### Herausgeber
- (mit Paul Goetsch) The Fourth of July: Political Oratory and Literary Reactions, 1776–1876. ScriptOralia, 45. Narr, Tübingen 1992
- (mit Paul Goetsch) Die Rhetorik amerikanischer Präsidenten seit Franklin D. Roosevelt. ScriptOralia, 54. Narr, Tübingen 1993
- (mit Paul Goetsch) Important Speeches by American Presidents after 1945. Reihe: Anglistik & Englischunterricht, 54. Winter, Heidelberg 1994
- (mit Ann Marie Fallon) Rebels without a Cause? Renegotiating the American 1950s. Peter Lang, Bern 2007
- (mit Anke Reitz, Shamoon Zamir) The Family of Man Revisited: Photography in a Global Age I. B. Tauris, London 2018